# Referendum sull'indipendenza del Sudan del Sud del 2011

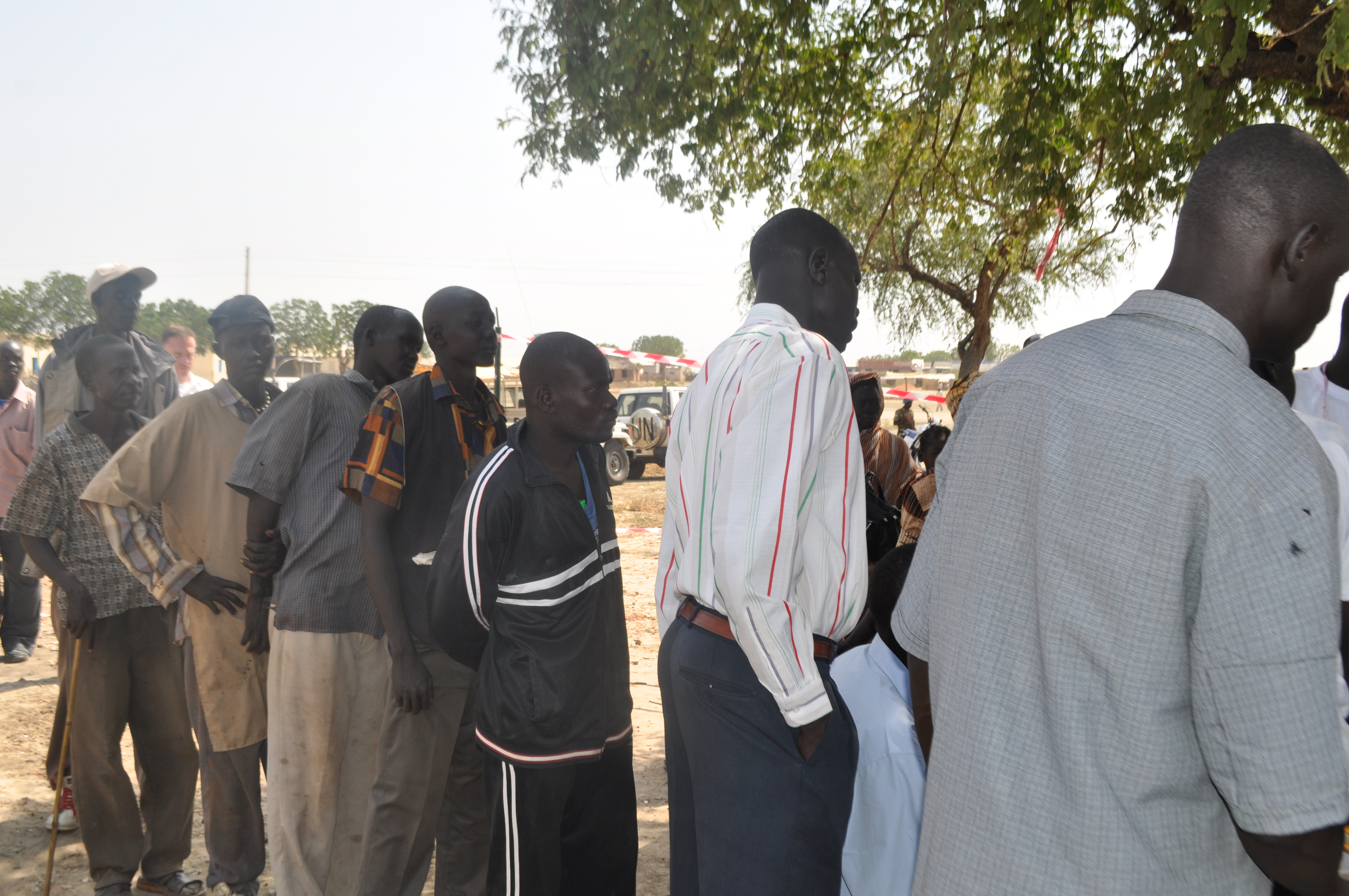
Persone in fila per registrarsi alle consultazioni.

Il referendum sull'indipendenza del Sudan del Sud si è tenuto tra il 9 e il 15 gennaio 2011.

## Storia
Sudan
     Darfur
     Fronte Orientale
     Sudan del Sud (referendum nel 2011)
     Abyei (referendum nel 2013)
     Montagne di Nuba e Nilo Azzurro (consultazioni popolari nel 2011)

Regioni del Sudan:
Sudan
Darfur
Fronte Orientale
Sudan del Sud (referendum nel 2011)
Abyei (referendum nel 2013)
Montagne di Nuba e Nilo Azzurro (consultazioni popolari nel 2011)

Lo status di regione autonoma del Sudan del Sud tra 2005 e 2011 è stato garantito dall'accordo di pace di Naivasha del 2005 (il Comprehensive Peace Agreement) tra il Movimento di Liberazione del Popolo di Sudan ed il Governo del Sudan, rappresentato dal Partito del Congresso Nazionale, che ha posto fine alla Seconda guerra civile sudanese, una delle più lunghe del continente africano.
A due giorni dalla fine della consultazione, osservatori internazionali hanno dichiarato che il referendum è stato "credibile e ben organizzato", lasciando prevedere "una stragrande maggioranza a favore del distacco dal nord musulmano" del Paese. Ha votato circa il 90% degli aventi diritto.
Il 7 febbraio è stato proclamato il dato definitivo secondo il quale il 98,83% dei votanti si è espresso per la secessione. Il presidente del Sudan Omar Hasan Ahmad al-Bashir ha accettato il risultato.

## Risultati dettagliati

Modo di voto per il referendum del 2011.

Il quorum di validità del referendum era del 60% (2.359.553 voti richiesti), che è stato superato il 12 gennaio.
|                     | totale    | percentuale (%) | percentuale (%)  |                  |
| ------------------- | --------- | --------------- | ---------------- | ---------------- |
| Iscritti alle liste | 3.932.588 |                 |                  |                  |
| Votanti             | 3.793.572 | 96,47%          | (su n. elettori) | Quorum raggiunto |
| Voti validi         | 3.779.110 | 99,62%          | (su n. votanti)  |                  |
| Schede bianche      | 6.194     | 0,17%           | (su n. votanti)  |                  |
| Voti nulli          | 8.268     | 0,21%           | (su n. votanti)  |                  |
| Astenuti            | 139.016   | 3,53%           | (su n. iscritti) |                  |

|                      |    | Voti      | %      |
| -------------------- | -- | --------- | ------ |
| Risposta affermativa | Si | 3.734.280 | 98,81% |
| Risposta negativa    | No | 44.830    | 1,19 % |
| bianche              |    | 6.194     | 0,17%  |
| nulle                |    | 8.268     | 0,21%  |
| Totale voti validi   |    | 3.932.588 | 100%   |

Fonte: southernsudan2011.com